# Ріхард Пшібрам
Ріхард Пшібрам (Ріхард Прібрам; нім. Richard Pribram (також Přibram); 21 квітня 1847, м. Прага — 7 січня 1928, м. Берлін) — хімік, ректор Чернівецького університету в 1891—1892 навчальному році

## Біографія
Вищу освіту здобув в університетах міст Праги і Мюнхена.
Після закінчення навчання працював асистентом зоотехнічної лабораторії у Празі.
Отримавши в Празі ступінь доктора філософії, з 1870 року був співробітником хімічної лабораторії у Лейпцизі.
Через деякий час, Р. Пшібрам повернувся до Праги, де й почалася його наукова кар'єра — з посади асистента хімічного відділення фізіологічного факультету місцевого університету, а вже через два роки він став приват-доцентом.
У 1874 році його запросили до Чернівецької вищої (фактично середньої) ремісничої школи як професора загальної й аналітичної хімії та хімічних технологій.
Через рік Р. Пшібрам переходить на роботу в новостворений Чернівецький університет, спочатку як позаштатний професор загальної й аналітичної хімії та завідувач кафедри хімії, а з 1879 року як штатний професор.
У 1883—1884 навчальному році його було обрано деканом філософського факультету, він також був членом державної екзаменаційної комісії.
В 1891—1892 навчальному році Ріхард Пшібрам був обраний ректором Чернівецького університету.
Як хімік він провів аналіз мінеральних джерел Буковини, і з Алоїс Ганделом він досліджував в'язкість різних органічних сполук.
В 1905 році призначений на посаду таємного радника.
У Чернівецькому університеті Р. Пшібрам пропрацював майже 30 років.
Після виходу на пенсію в 1906 році він переїхав як лектор до Відня.
Його син, Бруно Оскар Прібрам, був відомим хірургом.
Помер Ріхард Пшібрам[7 січня 1928 року в Берліні, похований на військовому кладовищі (Friedhof Heerstraße).

## Наукові публікації[2]
- «Керівництво з випробувань та аналізу лікарських засобів для фармацевтів, хіміків, лікарів та медичних працівників» (в співавторстві, 1893).
- «Новий метод дослідження молока»;
- «Про специфічні властивості рідини та їх відношення до хімічного складу»;
- «Про кількісні показники фосфорної кислоти»;
- «Докладний посібник з хімії» та інші.